# Krzysztof Sokalski (fizyk)
Krzysztof Zdzisław Sokalski (ur. 8 lipca 1947 w Oświęcimiu, zm. 11 lutego 2025) – polski fizyk, profesor nauk fizycznych.

## Życiorys
W 1970 r. ukończył studia fizyczne na Uniwersytecie Jagiellońskim, w 1974 r. obronił tam pracę doktorską, w 1989 r. habilitował się na podstawie pracy zatytułowanej The microscopic theory. W 1994 r. uzyskał tytuł profesora nauk fizycznych. 
W latach 1970-2002 pracował na Uniwersytecie Jagiellońskim w Krakowie, od 1998 w Politechnice Częstochowskiej, gdzie m.in. współorganizował Zakład Metod Informatycznych w Ekonomii oraz Instytut Matematyki, którego został dyrektorem. Był też zatrudniony w Akademii Polonijnej w Częstochowie, oraz w Wyższej Szkole Administracji i Zarządzania w Zawierciu.